# Solar Child
Solar Child ist ein Lied der Metal-Band Celestial Season. Es erschien 1995 in der Hochphase des Genres Gothic Metal und der Frühphase des Stoner Rock.

## Hintergrund und Veröffentlichungen
Jason Köhnen führte psychoaktive Pilze und das Album The Church Within von The Obsessed als direkten Einfluss auf das Stück Solar Child an. Es wurde im Zuge des zweiten Studioalbums Solar Lovers der Band Celestial Season geschrieben und gemeinsam mit den weiteren Stücken des Albums im Herbst 1994 im Tape Productions Studio in Raamsdonksveer aufgenommen. Neben einigen Umbesetzung ergänzten die Violinistinnen Jiska ter Bals und Maaike Aarts die Band, wodurch sich der Klang der Gruppe hinzukommend veränderte. Das Album erschien über Displeased Records. Das Label präsentierte das Stück sodann auf der Labelkompilation Smells Team Spirit. Auf weiteren Kompilationen und einer Videokompilation wurde Solar Child ebenso präsentiert. So in der Video-Reihe Beauty in Darkness des Labels Nuclear Blast. Für die Kompilation Welcome to MeteorCity nahm die Band das Stück als Solar Child ’96erneut auf und stellte dabei den Stoner Rock stärker in den Vordergrund. Das Stück entwickelte sich zu einem Klassiker der Gruppe.

## Musik und Text
Nachdem die Band mit dem Album Forever Scarlet Passion und der Single Flowerskin als vielversprechender Interpret des Gothic Metal gerühmt wurde und auch das Eröffnungsstück des Albums Decamerone dem Gothic Metal entspricht bietet Solar Child die ersten Bemühungen der Band sich dem Stoner Rock anzunähern. Entsprechend rückt der rhythmische Groove stärker in den Vordergrund. Das zügige Gitarrenriffing und der leise brummende sowie gegrowlte Gesang baut „eine Wand […] die größtenteils psychedelische 70‘s-Rock-Einflüsse enthält.“ Diese Reminiszenz an den Psychedelic Rock wird von unterschiedlichen Rezensenten betont. Das Stück besäße „ein herrliches, erfrischendes Seventies-Feeling mit einem genialen, langen, schillernden und zuckersüßen Solo“ hieß es so. Und abseits des Gothic Metal mit dem die Gruppe bekannt wurde sei das Stück vernehmbar härter und „der Sinn der Band für Sentimentalität […] nirgends zu hören - stattdessen gibt es eine gute alte Dosis treuer Doom-Riffs, die lautstark auf die Ziellinie führen.“ Solar Child wurde im 4/4-Takt und im Grundton G-Dur bei einem Tempo von 138 BpM geschrieben.
Der von Stefan Ruiters verfasste Text ist eine repetitiv und simpel gehalten. Der Refrain besteht aus der wiederholten Klage, dass die angesprochene weibliche Figur des Solar Child (englisch Sonnenkind, ein esoterisch und poetisch gebräuchlicher Terminus für warme und glückliche Personen) dem lyrischen Ich die Augen versengt gefolgt von der Frage in der Strophe und der Bitte in den finalen Zeilen ihm alle Liebe zu geben.